# Baia di Traù
La baia di Traù (in croato Trogirski zaljev) è un'insenatura del mare Adriatico lungo la costa dalmata, in Croazia, nella Regione spalatino-dalmata. La baia è compresa tra la terraferma e l'isola di Bua e prende il nome dalla città di Traù che si trova nella parte nord-est.

## Geografia
La baia è divisa in due parti: a ovest il vallone di Bossiglina (zaljev Marina), chiuso a sud dalla penisola del monte Grande o Gelinach (Velo; 287,8 m di altezza) che termina in punta Gelinach (rt Jelinak); a est la valle, vallone o golfo di Saldon o di Soldon (zaljev Saldun), delimitata a sud-est dall'isola di Bua con la sua penisola occidentale che termina con punta Podan (rt Okrug).

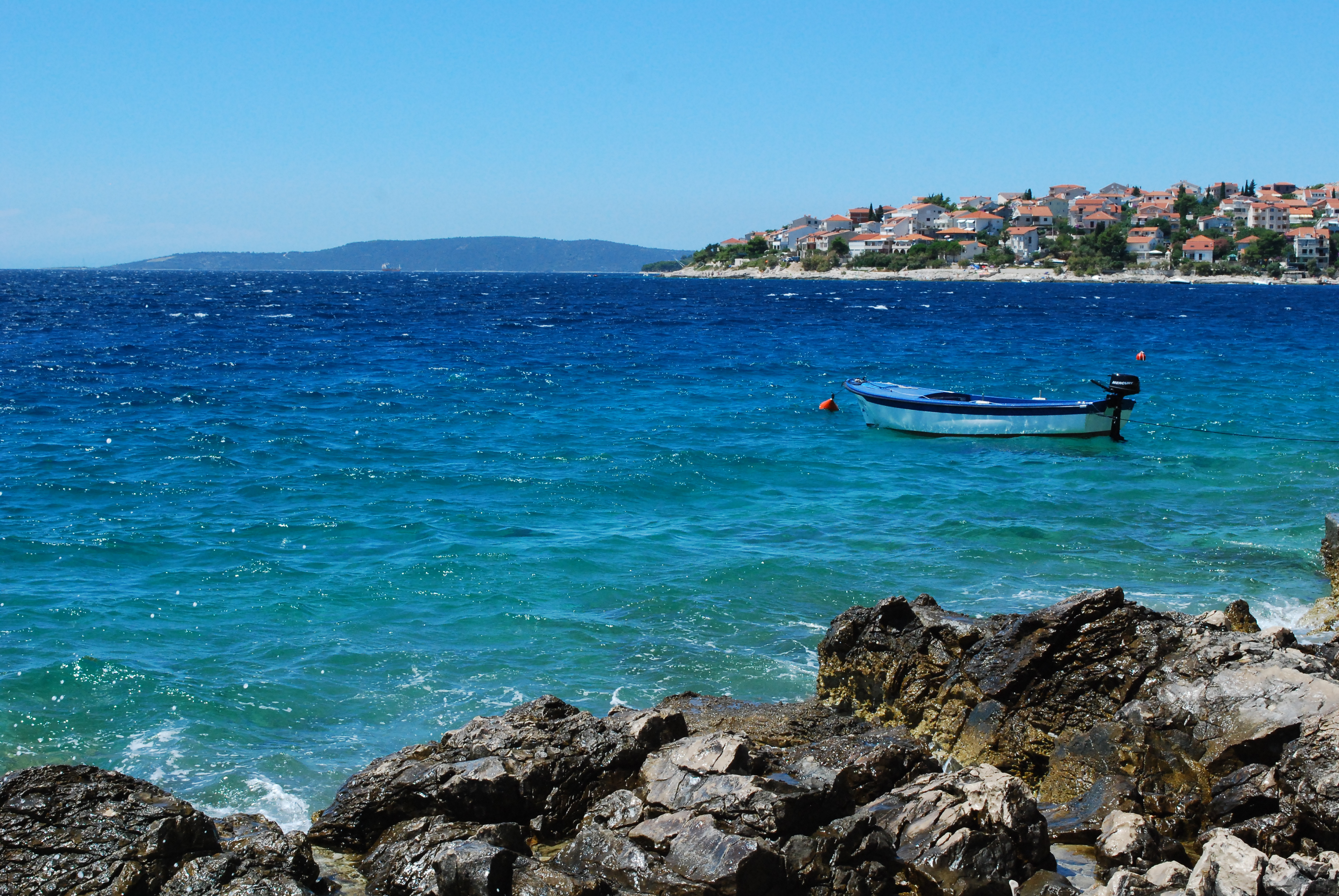
Podan Superiore e la valle di Saldon

A nord-est punta Cipriano (rt Čubrijan), indicata da un faro, segna l'ingresso al breve canale di Traù (Trogirski kanal) che mette in comunicazione l'insenatura con la baia dei Castelli. Lo stretto canale è attraversato da un ponte girevole che collega la città di Traù all'isola di Bua. A sud un passaggio dell'ampiezza di 2 km, tra punta Gelinach e punta Podan, porta al canale di Spalato e al canale di Zirona, della Zirona o delle Zirone (Drvenički kanal). All'uscita della baia il passaggio è ostacolato da una fila di isole disposte lungo una direzione est-ovest che inizia dall'isola di Sant'Eufemia e si conclude con gli scogli Cluda.
I villaggi principali che si affacciano sulla baia lungo la costa dalmata sono: Bossoglina (Marina), Seghetto Vragnizza (Seget Vranjica) e Seghetto (Seget Donji); sulla costa dell'isola di Bua: Podan Superiore o Cerchio Superiore (Okrug Gornji) e Podan Inferiore o Cerchio Inferiore (Okrug Donji). Seghetto Vragnizza, collocata al centro della baia sul lato settentrionale, si trova su di un piccolo promontorio che termina in punta Vragnizza (rt Vranjica) e che ripara a sud-est l'omonima valle chiamata anche porto Vragnizza (uvala Šašina). Il villaggio di Bossoglina è situato all'estremità occidentale dell'omonimo vallone; il faro di punta Bossoglina (Pasji rt), circa 1 km a est del porto, ne segnala l'ingresso.

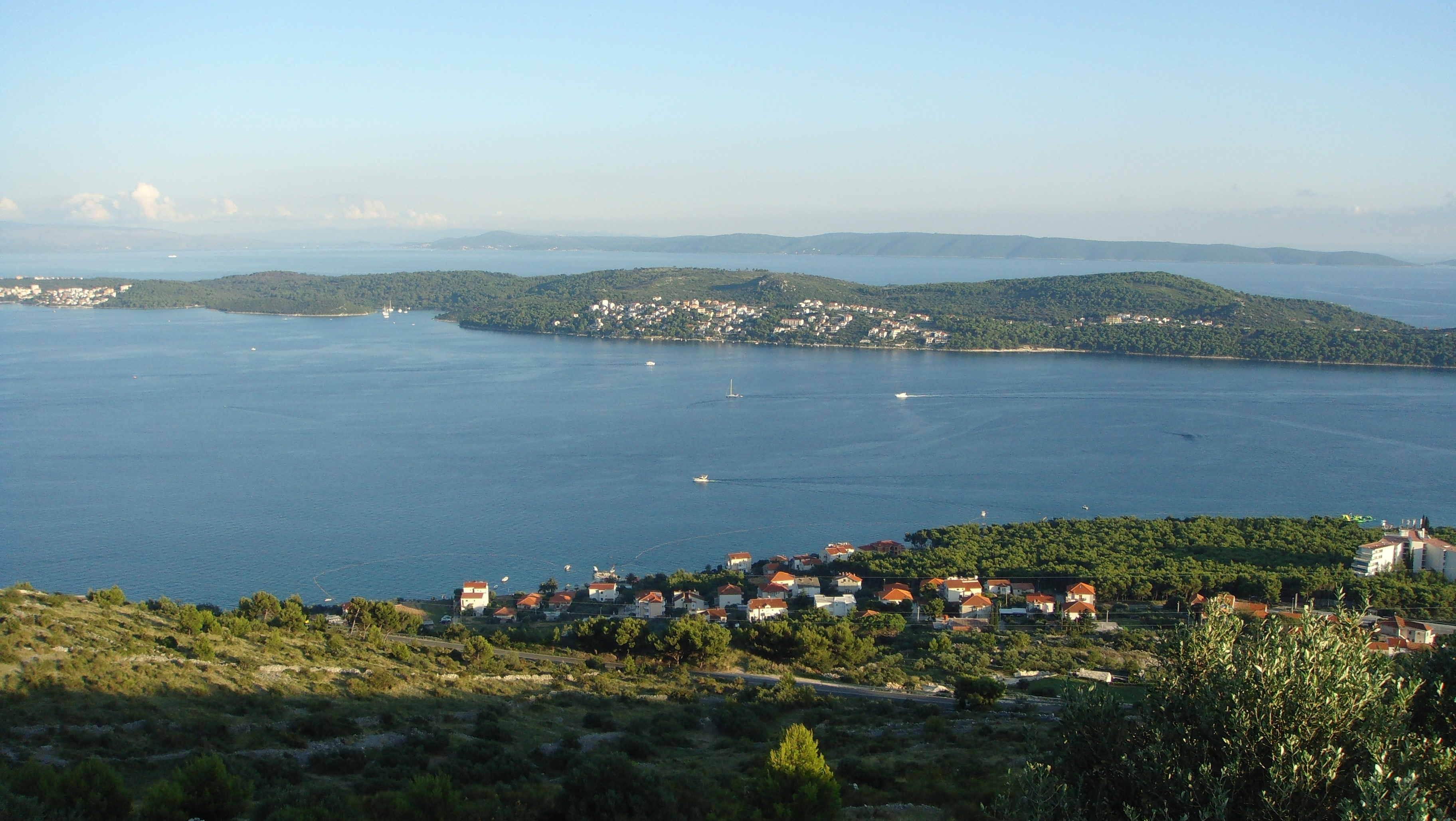
Valle di Saldon e Podan Inferiore sulla penisola di punta Podan, visti da Seghetto.

Nella parte centrale della baia si trova lo scoglio Cellini o scogli Selin (hrid Čelice), formato da due scogli affiancati con una superficie complessiva di 0,0089 km². Collocato tra Seghetto Vragnizza e punta Podan, da cui dista 860 m, è dotato di un segnale luminoso 43°30′03″N 16°11′37″E.

### Cartografia
- (HR) Mappa topografica della Croazia 1:25000, su preglednik.arkod.hr. URL consultato il 22 settembre 2017.
- G. Giani, Carta prospettiva delle Comuni censuarie della Dalmazia, foglio 6, 1839. Fondo Miscellanea cartografica catastale, Archivio di Stato di Trieste.
- Carta di cabottaggio del mare Adriatico, foglio IX, Milano, Istituto geografico militare, 1822-1824. URL consultato il 29 dicembre 2020 (archiviato dall'url originale il 13 aprile 2013).